# Suore francescane di Sant'Elisabetta (Humboldt)
Le Suore Francescane di Sant'Elisabetta (in inglese Franciscan Sisters of St. Elizabeth; sigla O.S.E.) sono un istituto religioso femminile di diritto pontificio.

## Storia
La congregazione fu fondata da un gruppo di terziarie francescane elisabettine provenienti dal monastero austriaco di Klagenfurt e guidato da Pulcheria Wilhelm: il 14 maggio 1911 le religiose aprirono un convento a Humboldt, nella diocesi canadese di Prince Albert, e il 2 settembre 1913 la fondazione si rese autonoma dalla casa-madre.
L'istituto, aggregato all'ordine dei frati minori dal 16 aprile 1951, ricevette il pontificio decreto di lode il 25 marzo 1953.

## Attività e diffusione
Le suore si dedicano alla cura dei malati.
Oltre che in Canada, sono presenti in Brasile; la sede generalizia è a Saskatoon.
Alla fine del 2015 l'istituto contava 11 religiose e una sola casa.